# بروس کورک
 بروس کورک (انگلیسی: Bruce Cork؛ زاده ۱ ژانویه ۱۹۱۶ درگذشته ۷ اکتبر ۱۹۹۴) یک فیزیک‌دان بود.